# Митрошино (Владимирская область)
Митрошино — деревня в Судогодском районе Владимирской области, входит в состав Головинского сельского поселения.

## География
Деревня расположена в 4 км на северо-восток от центра поселения посёлка Головино и в 27 км на запад от райцентра города Судогда.

## История
В конце XIX — начале XX века деревня входила в состав Подольской волости Владимирского уезда. В 1859 году в деревне числилось 18 дворов, в 1905 году — 34 дворов, в 1926 году — 31 хозяйств.
С 1929 года деревня входила с состав Головинского сельсовета Владимирского района, с 1965 года — Судогодского района.

## Население
| 1859 | 1905 | 1926 |
| ---- | ---- | ---- |
| 114  | 166  | 138  |

| 1859 | 1905 | 1926 | 2002 | 2010 | 2021 |
| ---- | ---- | ---- | ---- | ---- | ---- |
| 114  | ↗166 | ↘138 | ↘12  | ↘6   | ↗9   |